# دوک‌نشین ساکسونی
دوک‌نشین زاکسن یا ساکسونی (به آلمانی: Herzogtum Sachsen) منطقهٔ سکونت ساکسون‌ها در پایان قرون وسطای آغازین بود که از ۷۷۲ میلادی و در پی سلطهٔ شارلمانی بر قبایل ساکسون طی جنگ‌های ساکسون، تشکیل و در ۸۰۴ میلادی بخشی از امپراتوری کارولنژی شد. در پی پیمان وردون در ۸۳۴، زاکسن یکی از پنج قبیلهٔ دوک‌نشین در فرانک خاوری بود؛ در سال ۹۱۹ میلادی بعد از فوت کنراد بکم، هاینریش مرغ‌گیر دوک زاکسن و از دودمان اتونی به عنوان پادشاه فرانک خاوری (آلمان) انتخاب شد.
پس از برکناری دوک ولف، هاینریش شیر در سال ۱۱۸۰، به عنوان دوک از خاندان آسکانیا برگزیده شد، درحالی‌که مناطق بسیاری همچون امپراتوری آنهالت در ۱۲۱۸ و دوک‌نشین برونسویک-لونِبِرگ در ۱۲۳۵ از زاکسن جدا شده بودند. در ۱۲۹۶ بقیه زمین‌ها میان دو دوک‌نشین ساکس-لورنبرگ و ساکس-ویتنبرگ تقسیم شد که دومی عنوان انتخابگرنشین زاکسن را از طریق مهر زرین ۱۳۵۶ به دست آورد.

## موقعیت جغرافیایی
دوک‌نشین قبایل ساکسونی بخش عظیمی از آلمان شمالی کنونی را می‌پوشاند که شامل ایالت‌های کنونی نیدرزاکسن، زاکسن-آنهالت تا رود البه، و رود زاله در شرق، شهر-ایالت‌های برمن و هامبورگ و بخش‌هایی از نوردراین-وستفالن و ناحیه شلسویگ-هولشتاین می‌شد. در پایان سده ۱۲ام میلادی، دوک هاینریش شیر همچنین ناحیه مکلنبورگ را به تصرف خود درآورد.